# Biblioteca Nacional de Cuba José Martí

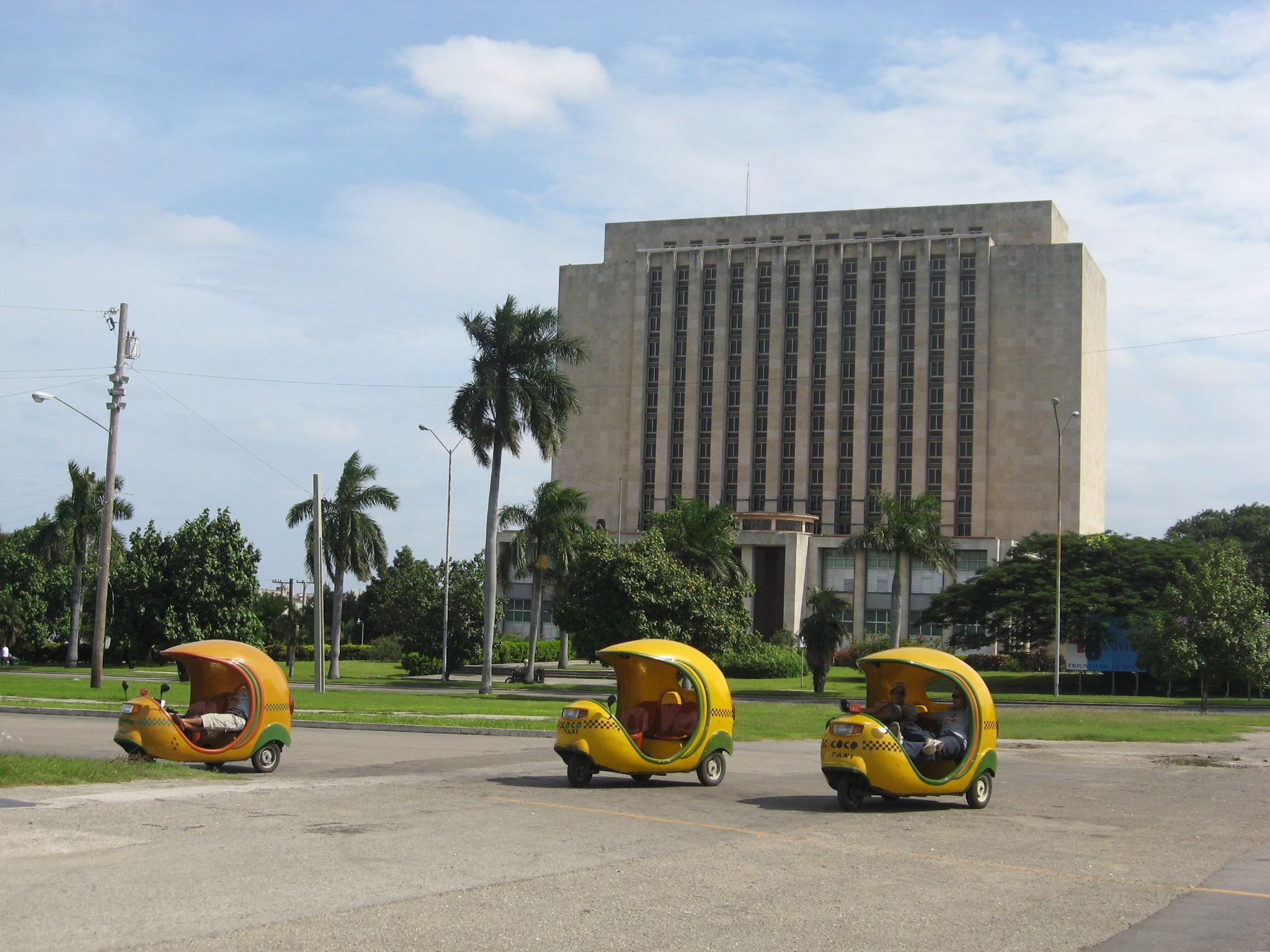
Biblioteca Nacional de Cuba José Martí

Die Biblioteca Nacional de Cuba José Martí (BNJM; deutsch Kubanische Nationalbibliothek José Martí) ist die Nationalbibliothek von Kuba. Sie befindet sich in Havanna (La Habana) an der Plaza de la Revolución und ist nach dem Nationalhelden José Martí benannt. Die Bibliothek wurde 1901 gegründet.

## Gründung
Leonard Wood, Militärgouverneur von Kuba, erließ 1901 die Militärorder Nr. 234, veröffentlicht in der Gaceta de La Habana, zur Errichtung einer Nationalbibliothek. Erster Direktor wurde ab 18. Oktober 1901 Domingo Figarola Caneda. Es gab kein anderes Gründungsdokument und keinen Bibliotheksaufbauplan.
Erst nach der kubanischen Revolution 1959 übernahm die Bibliothek wichtige bibliothekarische Aufgaben als Pflichtexemplarbibliothek, Koordinator für ein Bibliotheksnetz mit den Provinzen, der Herausgabe der Nationalbibliografie Bibliografia Cubana, Schaffung eines OPAC und der Digitalisierung des nationalen literarischen Kulturerbes.

## Veröffentlichungen
- Revista de la Biblioteca Nacional de Cuba José Martí. Jahrgang 1, 1909 ff. (Digitalisate 1909–2009, ISSN 0006-1727).